# Dark Lands
Dark Lands je nezávislá česká videohra z roku 2013. Vytvořilo jis studio Mingle Games. Hra původně vyšla exklusivně pro Windows Phone. Později byla vydána i pro IOS a Android.

## Vývoj
Hra vznikla po neúspěchu hry Dwarven Hammer, kterou Mingle Games vydalo v roce 2012 a problémech s vydavatelem, který odmítl hru Knight Runner. Zafinancována byla díky programu AppCamus. To však znamenalo, že má vyjít exklusivně pro Windows Phone a na ostatní platformy nejdříve až po třech měsících. Vývoj trval šest měsíců. Inspirací pro hru byly komiksy Franka Millera a hra Limbo.
Po vydání si hru stáhlo přes 1 600 000 uživatelů a stala se nejúspěšnějším projektem zafinancovaným přes AppCamus. Port na další platformy se vývojáři rozhodli zafinancovat pře Kickstarter, ale nevybrali požadovanou částku, což je přinutilo najít vydavatele. Tím se stala společnost Bulkypix.

## Hratelnost
Hra je akční plošinovkou s prvky RPG. Hráč ovládá neustále běžící postavu a musí se dostat na konec levelu. V tom se mu snaží zabránit nepřátelé a pasti. Pastím se je nutné vyhnout, ale nepřátele lze zabít. Na rozdíl od většiny her podobného typu, zde hráč může zastavit svou postavu. To mu umožní se vyhnout některým pastím. Postava se automaticky zastaví, když potká nepřítele a hráč s ním poté bojuje. Musí se krýt před jeho výpady a sám zaútočit, když se nekryje. Na konci každého levelu je boss, kterého je nutné porazit, pro postup dál. V levelech se také sbírají gemy, za které si lze koupit lepší vybavení a také vylepšení.